# Cổ Cách

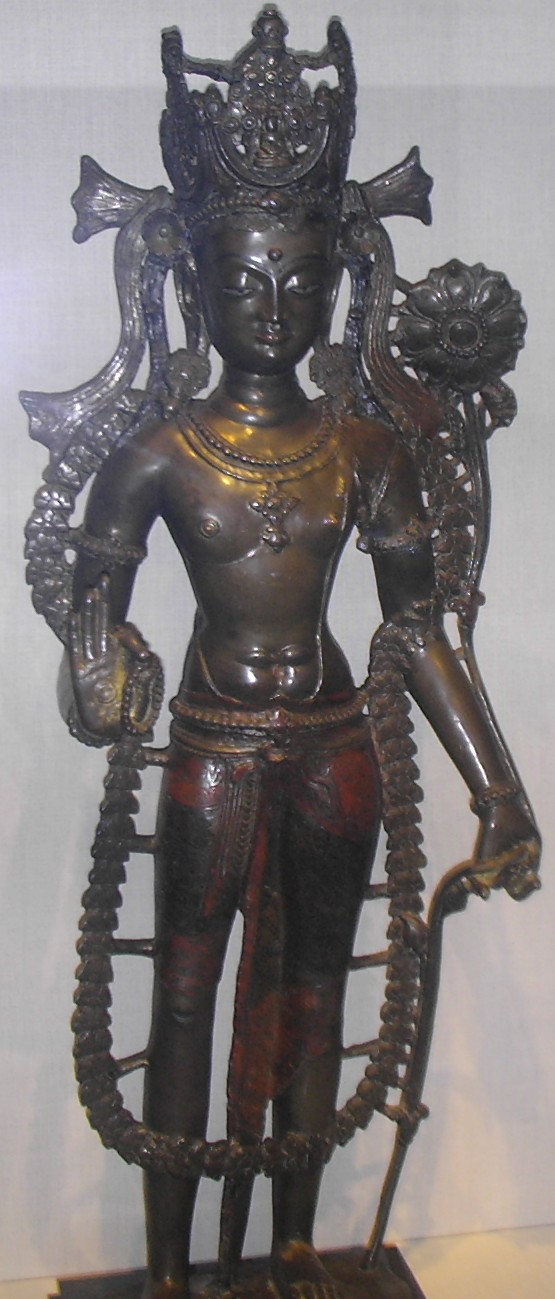
Một tượng đồng của Bồ Tát Quán Thế Âm, Vương quốc Cổ Cách, khoảng năm 1050

Cổ Cách (chữ Tạng: གུ་གེ།; Wylie: gu-ge; ZWPY: Kugê; tiếng Trung: 古格; bính âm: Gǔgé) là một vương quốc cổ ở phía tây của Tây Tạng. Lãnh thổ vương quốc tập trung tại huyện Zanda, địa khu Ngari của Khu tự trị Tây Tạng. Tại các thời điểm khác nhau trong lịch sử sau thế kỷ 10, vương quốc nắm quyền thống trị trên một lãnh thổ rộng lớn bao trùm đông nam Zanskar, Thượng Kinnaur, và thung lũng Spiti (những vùng này nay thuộc Ấn Độ) do chinh phục hoặc tiếp nhận triều cống. Di tích của cố đô Cổ Cách nằm tại Tsaparang tại thung lũng sông Sutlej, không xa núi Kailash và cách 1.200 dặm (1.900 km) về phía tây của Lhasa.

## Lịch sử
Cổ Cách được thành lập vào thế kỷ 10. Các kinh đô của vương quốc nằm tại Tholing  và Tsaparang. Nyi ma mgon, một chắt trai của Glang Darma, vị tán phổ cuối cùng của Thổ Phồn, đã chạy trốn khỏi tình thế nguy hiểm tại miền Trung Tây Tạng vào năm 910. Ông lập nên một vương quốc tại Ngari (Tây Tây Tạng) vào năm 912 hoặc sau đó và sáp nhập Burang (Phổ Lan) và Cổ Cách. Ông lập đô tại Cổ Cách.
Nyi ma mgon sau đó phân chia vùng đất của mình thành ba phần. Người con trai cả của nhà vua là dPal gyi mgon trở thành người cai trị Mar-yul (Ladakh), người con trai thứ hai bKra shis mgon được nhận Cổ Cách-Phổ Lan, và người con trai thứ ba lDe gtsug mgon được nhận Zanskar. bKra shis mgon cho con trai là Srong nge hay Ye shes 'Od (947-1024) thừa kế, người con trai này là một nhân vật nổi tiếng trong Phật giáo. Trong thời gian này, một người Tạng đến từ Cổ Cách tên là Rin chen Bzang po (958-1055), sau khi tu học tại Ấn Dộ đã trở lại quê hương và trở thành một sư thầy nhằm thúc đẩy Phật giáo. Cùng với nhiệt tâm của Ye shes 'Od, điều này đã khởi đầu một đợt truyền bá mới về giáo lý Phật giáo ở miền Tây Tây Tạng. Năm 988, Ye shes 'Od chọn trở thành nhà tu hành và nhường ngôi vua cho em trai là Khor re.
Năm 1037, cháu trai cả của Khor re's là 'Od lde bị giết chết trong cuộc xung đột với quân Hồi giáo Kara-Khanid đến từ Trung Á, thế lực này sau đó đã tàn phá Ngari. Em trai ông là Byang chub 'Od (984-1078), một nhà sư Phật giáo, dã lên nắm quyền cai trị. Ông đã cho mời A-đề-sa đến Tây Tạng vào năm 1040 và do đó mở ra điều được gọi là giai đoạn Phyi-dar của Phật giáo tại Tây Tạng. Con trai của Byang chub 'Od là rTse lde đã bị cháu trai của mình sát hại vào năm 1088. Sự kiện này đánh dấu sự tan rã của vương quốc Cổ Cách-Phổ Lan, một trong những người anh em của ông lập một vương quốc tách biệt tại Phổ Lan. Người cháu trai nổi loạn dBang lde tiếp tục duy trì triều đình tại Cổ Cách.
Khách Lạt hãn quốc lại tiến hành cuộc xâm lược Cổ Cách vào trước năm 1137 và lấy đi mạng sống của người cai trị khi đó là bKra shis rtse. Sau đó trong cùng thế kỷ, vương quốc tạm thời bị chia cắt. Năm 1240 khả hãn Mông Cổ xâm lược, ít nhất là trên danh nghĩa, đã đạt được quyền thống trị từ khu vực Ngari đến tu viện Drigung ở Trung Tây Tạng.
Grags pa lde là một người trị vì quan trọng, ông đã thống nhất khu vực Cổ Cách vào khoảng năm 1265 và khuất phục vương quốc Ya rtse. Sau khi ông mất vào năm 1277, Cổ Cách nằm dưới quyền thống trị của chế độ tăng lữ phái Sakya (Tát Già). Sau năm 1363, với sự sụp đổ của nhà Nguyên và phái Sakya, Cổ Cách lại một lần nữa củng cố được quyền lực và chiếm Purang vào năm 1378. Purang từ sau đó trở đi là địa bàn tranh chấp giữa Cổ Cách và Vương quốc Mustang, song cuối cùng nó được hợp nhất và Cổ Cách. Cổ Cách đã từng cai trị Ladakh trong một thời gian ngắn vào cuối thế kỷ 14. Từ năm 1499 vua Cổ Cách phải thừa nhận các lãnh đạo của Rinpungpa (Nhân Tạng Ba) ở Tsang (Tây-Trung Tây Tạng). Vào các thế kỷ 15 và 16, các vị vua đã cho xây một cách đáng kể các công trình Phật giáo, họ thường xuyên tỏ lòng sùng bái của mình với các lãnh đạo của Cách-lỗ phái, những người này về sau được gọi là Đạt-lại Lạt-ma.
Những người phương Tây đầu tiên đến Cổ Cách là một nhà truyền đạo Dòng Tên, António de Andrade, và người bạn đồng hành Manuel Marques vào năm 1624. De Andrade đã thuật lại rằng mình đã trông thấy các kênh thủy lợi và các cây trồng tươi tốt tại một vùng đất khô hạn và hoang vắng. Có lẽ là một bằng chứng cho tính cởi mở của vương quốc, nhóm của de Andrade đã được phép xây dựng một nhà nguyện tại Tsaparang và truyền bá về Kitô giáo cho người dân và bản thân vua cũng cải đạo. Một lá thư của De Andrade kể lại rằng một số tướng lĩnh đã nổi dậy và kêu gọi những người Ladak lật đổ người thống trị. Đã có xích mích giữa Cổ Cách và Ladakh trong nhiều năm, và lời mời đã được chú ý vào năm 1630. Quân Ladakh đã bao vây kín Tsaparang. Em trai của nhà vua, một vị Lạt-ma chủ tọa đã khuyên vị lãnh đạo thân Kitô giáo đầu hành và trở thành vua chư hầu và lời khuyên quan trọng này cuối cùng đã được chấp thuận. Các nguồn sử liệu Tạng thì khẳng định rằng cư dân Cổ Cách vẫn duy trì tình trạng trước kia của họ. Một truyền thuyết kể rằng quân Ladakh đã tàn sát hầu hết người dân Cổ Cách, khoảng 200 người sống sót bằng một đường hầm í mật trong cung điện Cổ Cách và chạy trốn đến Qulong. Trong khi đó, vào đỉnh cao, Cổ Cách có tới 100.000 cư dân. Vị vua cuối cùng Khri bKra shis Grags pa lde đã bị đưa đến Ladakh với thân phận tù nhân và mất tại đây. Hậu duệ nam giới cuối cùng của triều đại đã đến Lhasa và mất ở đây vào năm 1743.
Tsaparang và vương quốc Cổ Cách sau đó bị triều đình trung ương Tây Tạng ở Lhasa chinh phục vào năm 1679-80, dưới quyền vị Đạt-lai Lạt-ma thứ 5, La-bốc-tạng Gia-mục-thố. Người Ladakh biij đẩy ra khỏi các khu vực.
Các nhà khảo cổ phương Tây nghe nói về Cổ Cách một lần nữa vào thập niên 1930 thông qua các công việc của một người Ý tên là Giuseppe Tucci. Công việc của ông chủ yếu là về các bức bích họa của Cổ Cách.

## Vua
Dưới đây là danh sách những người cai trị Cổ Cách và vương quốc Ya rtse liên quan do các nhà Tạng học Luciano Petech và Roberto Vitali đưa ra
A. Các hậu duệ của tán phổ Thổ Phồn.
- 'Od srungs (tại Trung Tây Tạng 842-905) con trai của Glang Darma
- dPal 'Khor btsan (tại Trung Tây Tạng 905-910) con trai
- sKyid lde Nyi ma mgon (tại Ngari Korsum khoảng 912-?) con trai
- dPal gyi mgon (được nhận Ladakh, thế kỷ 10) con trai
- lDe gtsug mgon (được nhận Zanskar, thế kỷ 10)

B. Vua của Cổ Cách và Phổ Lan.
- bKra shis mgon (được nhận Guge và Purang, fl. 947) em trai
- Srong nge Ye shes 'Od (?-988) con trai
- Nagaraja (lãnh đạo tôn giáo, mất 1023) con trai
- Devaraja (lãnh đạo tôn giáo, mất. 1026) em trai
- Khor re (988-996) bác/chú
- Lha lde (996-1024) con trai
- 'Od lde btsan (1024–37) con trai
- Byang chub 'Od (1037–57) bác/chú
- Zhi ba 'Od (lãnh đạo tôn giáo, mất 1111) bác/chú
- Che chen tsha rTse lde (1057–88) con trai Byang chub 'od

C. Vua của Ya rtse.
- Naga lde (đầu thế kỷ 12)
- bTsan phyug lde (giữa thế kỷ 12)
- bKra shis lde (thế kỷ 12)
- Grags btsan lde (thế kỷ 12) anh/em trai của bTsan phyug lde)
- Grags pa lde (Kradhicalla) (bình sinh 1225)
- A sog lde (Ashokacalla) (bình sinh 1255-78) con trai
- 'Ji dar sMal (Jitarimalla) (bình sinh 1287-93) con trai
- A nan sMal (Anandamalla) (cuối thế kỷ 13) anh/em trai
- Ri'u sMal (Ripumalla) (bình sinh 1312-14) con trai
- San gha sMal (Sangramamalla) (đầu thế kỷ 14) con trai
- Ajitamalla (1321–28) con trai của Jitarimalla
- Kalyanamalla (thế kỷ 14)
- Pratapamalla (thế kỷ 14)
- Pu ni sMal (Punyamalla) (bình sinh 1336-39) của hoàng thất Purang
- sPri ti sMal (Prthivimalla) (bình sinh 1354-58) con trai

D. Vua Cổ Cách.
- Bar lde (dBang lde) (1088-khoảng 1095) cháu trai của Che chen tsha rTse lde
- bSod nams rtse (khoảng 1095-đầu thế kỷ 12) con trai
- bKra shis rtse (trước 1137) con trai
- Jo bo rGyal po (nhiếp chính, giữa thế kỷ 12) anh/em trai
- rTse 'bar btsan (thế kỷ 12) con trai của bKra shis rtse
- sPyi lde btsan (thế kỷ 12) con trai
- rNam lde btsan (thế kỷ 12/13) con trai
- Nyi ma lde (thế kỷ 12/13) con trai
- dGe 'bum (thế kỷ 13) có thể là ngoại tộc
- La ga (?-khoảng 1260) có nguồn gốc nước ngoài
- Chos rgyal Grags pa (khoảng 1260-65)
- Grags pa lde (khoảng 1265-77) hoàng tử từ Lho stod
- không rõ
- rNam rgyal lde (1396?-1424) con trai một lãnh đạo Cổ Cách
- Nam mkha'i dBang po Phun tshogs lde (1424–49) con trai
- rNam ri Sang rgyas lde (1449-?) con trai
- bLo bzang Rab brtan (?-khoảng 1485) con trai
- sTod tsha 'Phags pa lha (khoảng 1485-sau 1499) con trai
- Shakya 'od (đầu thế kỷ 16) con trai
- Jig rten dBang phyug Pad kar lde (bình sinh 1537-55) con trai?
- Ngag gi dBang phyug (thế kỷ 16) con trai
- Nam mkha dBang phyug (thế kỷ 16) con trai
- Khri Nyi ma dBang phyug (cuối thế kỷ 16) con trai
- Khri Grags pa'i dBang phyug (khoảng 1600) con trai
- Khri Nam rgyal Grags pa lde (bình sinh 1618) con trai
- Khri bKra shis Grags pa lde (trước 1622-1630) con trai
- Vương quốc bị Ladakh xâm chiếm (1630)
- Tây Tạng đánh đuổi Ladakh dưới thời Đạt-lại Lạt-ma thứ 5 (1679-80)